# Laionel
Laionel, pseudonimo di Laionel Silva Ramalho (Campos Belos, 27 aprile 1986), è un ex calciatore brasiliano, di ruolo attaccante.

## Biografia
Nasce nel comune di Campos Belos, nello Stato brasiliano di Goiás.

## Caratteristiche tecniche
Attaccante, viene spesso schierato come ala destra anche se può essere utilizzato anche come seconda punta.